# Piotr Kocąb
Piotr Kocąb (ur. 11 września 1952 w Mikołajowicach) – polski trener piłki nożnej.
Prowadził takie zespoły jak Cracovia (II liga), Hutnik Nowa Huta (I liga), Górnik Zabrze (I liga), Stal Stalowa Wola (I liga), Kmita Zabierzów (II liga), Płomień Jerzmanowice (IV liga).